# روبرن
روبرن (به انگلیسی: Rubrene) با فرمول شیمیایی C42H28 یک ترکیب شیمیایی با شناسه پاب‌کم 3346 است. که جرم مولی آن ۵۳۲٫۷ گرم بر مول می‌باشد. 